# Prima Lega 1983-1984 (calcio femminile)
La Prima Lega 1983-1984, campionato svizzero femminile di calcio di prima serie, si concluse con la vittoria del DFC Berna.

## Classifica
|  | Pos. | Squadra           | Pt | G  | V  | N | P  | GF | GS | DR  |
|  | ---- | ----------------- | -- | -- | -- | - | -- | -- | -- | --- |
|  | 1.   | Berna             | 33 | 18 | 15 | 3 | 0  | 48 | 8  | +40 |
|  | 2.   | Seebach           | 29 | 18 | 13 | 3 | 2  | 61 | 17 | +44 |
|  | 3.   | Weinfelden        | 22 | 18 | 8  | 6 | 4  | 30 | 17 | +13 |
|  | 4.   | Blue Stars Zurigo | 20 | 18 | 6  | 8 | 4  | 30 | 21 | +9  |
|  | 5.   | Rapid Lugano      | 20 | 18 | 7  | 6 | 5  | 35 | 31 | +4  |
|  | 6.   | Spreitenbach      | 16 | 18 | 4  | 8 | 6  | 22 | 28 | -6  |
|  | 7.   | Veltheim          | 12 | 18 | 5  | 2 | 11 | 24 | 39 | -15 |
|  | 8.   | Bad Ragaz         | 11 | 18 | 3  | 5 | 10 | 10 | 27 | -17 |
|  | 9.   | Therwil           | 9  | 18 | 2  | 5 | 11 | 12 | 41 | -29 |
|  | 10.  | Soletta           | 8  | 18 | 3  | 2 | 13 | 17 | 60 | -43 |

Legenda:

      Campione di Svizzera.
      Relegate in 2ª Lega.
Note:

Due punti a vittoria, uno a pareggio, zero a sconfitta.